# 呂惠敏
呂惠敏，三立電視《鄭知道了》、《驚爆新聞線》主持人，國立政治大學新聞研究所在職專班碩士、靜宜大學英文系學士。

## 經歷
三立新聞台主播、TVBS新聞部編輯。